# Mohammed Yaqoub (calciatore)
Mohamed Yaqoob Abbas Farhan Al Maazmi, meglio noto come  Mohammed Yaqoub (in arabo محمد يعقوب‎?; 8 giugno 1989), è un calciatore emiratino, difensore del Dibba Al-Fujairah.

## Palmarès

### Club

#### Competizioni nazionali
- UAE Division 1: 1

Ajman: 2016-17